# Margarita Bays
Margarita Bays, OFS (8 de septiembre de 1815–27 de junio de 1879) fue una costurera suiza.  En su idioma nativo su nombre era Marguerite. Fue beatificada por el papa Juan Pablo II en 1995  y canonizada por el papa Francisco en 2019.
Nació en el cantón de Friburgo. Aprendió el oficio de costurera a los quince años de edad y era decididamente devota, por lo que decidió formar parte de la Orden Franciscana Seglar. Le sobrevino cáncer en el intestino a los 35 años, tras sus rezos pidiendo ser curada y vivir los padecimientos de la pasión de Cristo, se curó milagrosamente en el momento en que el papa Pío IX proclamaba en Roma el dogma de la Inmaculada Concepción. Sin embargo, al tiempo le sobrevino una extraña enfermedad que le producía estigmas conducentes con los de una crucifixión.